# Kirgizisztán a 2010. évi téli olimpiai játékokon

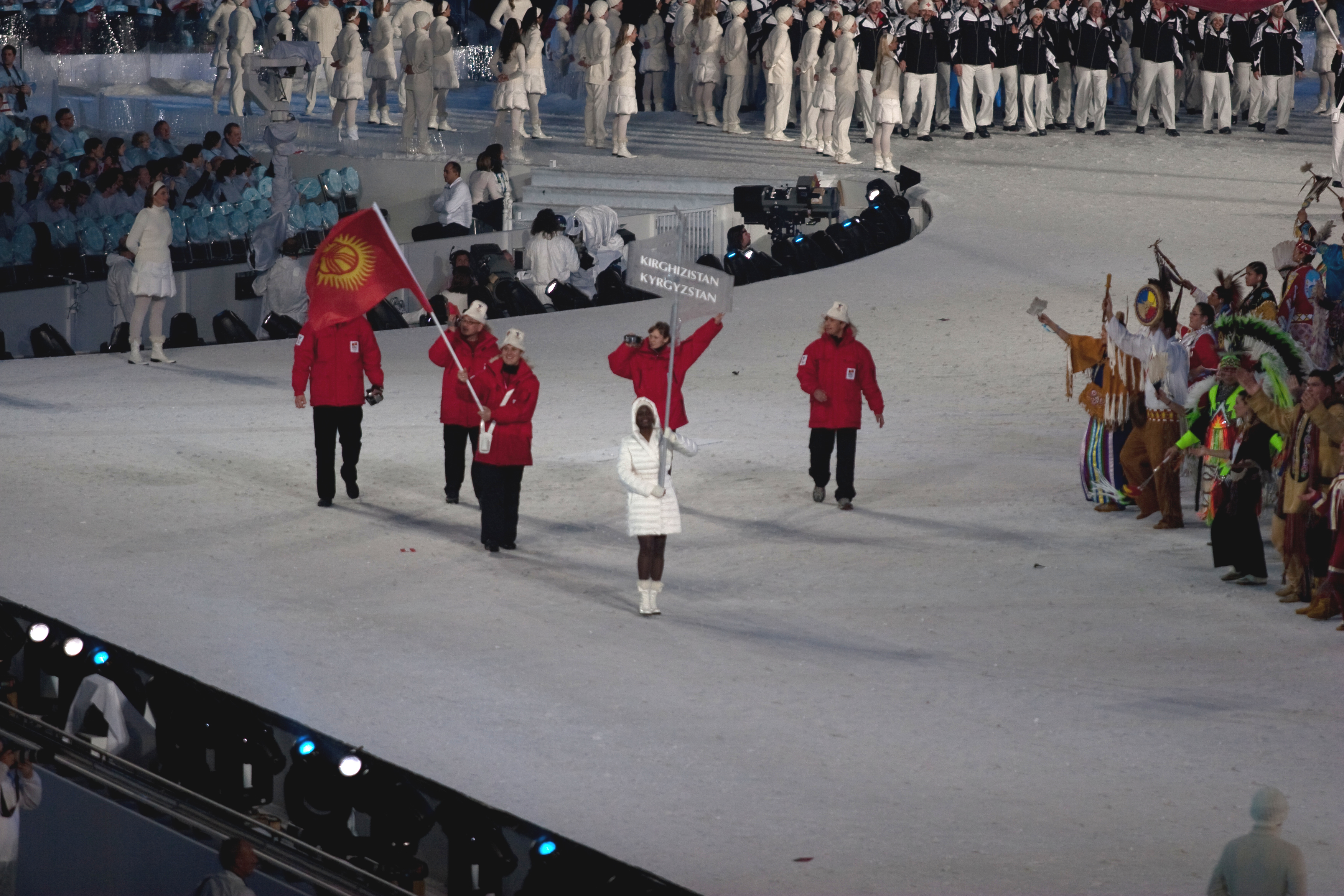
Kirgizisztán olimpiai küldöttsége a megnyitón

Kirgizisztán a kanadai Vancouverben megrendezett 2010. évi téli olimpiai játékok egyik részt vevő nemzete volt. Az országot az olimpián 2 sportágban 2 sportoló képviselte, akik érmet nem szereztek.

## Alpesisí
Férfi
| Versenyző           | Versenyszám      | 1. futam      | 1. futam      | 2. futam | 2. futam | Összesítés | Összesítés |
| Versenyző           | Versenyszám      | Idő           | Hely.         | Idő      | Hely.    | Idő        | Helyezés   |
| ------------------- | ---------------- | ------------- | ------------- | -------- | -------- | ---------- | ---------- |
| Dmitrij Trelevszkij | Műlesiklás       | nem ért célba | nem ért célba | kiesett  | kiesett  | kiesett    | kiesett    |
| Dmitrij Trelevszkij | Óriás-műlesiklás | 1:31,61       | 82.           | 1:36,40  | 75.      | 3:08,01    | 76.        |

## Sífutás
Női
| Versenyző      | Versenyszám | Selejtező | Selejtező | Negyeddöntő | Negyeddöntő | Elődöntő | Elődöntő | Döntő   | Döntő    |
| Versenyző      | Versenyszám | Idő       | Hely.     | Idő         | Hely.       | Idő      | Hely.    | Idő     | Helyezés |
| -------------- | ----------- | --------- | --------- | ----------- | ----------- | -------- | -------- | ------- | -------- |
| Olga Resetkova | Sprint      | 4:32,96   | 54.       | kiesett     | kiesett     | kiesett  | kiesett  | kiesett | 54.      |